# Cap-Binding-Komplex
Der Cap-Binding-Komplex (CBC), genauer der nukleäre Cap-Binding-Komplex (NCBC), ist ein aus zwei Untereinheiten bestehender Proteinkomplex, der im Zellkern von Eukaryoten an die 5'-Cap-Struktur der entstehenden mRNA bindet. Die Bindung von CBC stabilisiert die RNA und schützt sie vor der Entfernung der m7G-Cap; außerdem führt sie nach Transkriptionsende dazu, dass der Poly-A-Schwanz eine Bindung eingeht, und so die RNA cyclisiert wird und noch weniger Angriffsfläche bietet. Weiterhin ist der CBC unentbehrlich für den Prozess des Spleißens und den Transport aus dem Zellkern zum endoplasmatischen Reticulum. Der CBC bei Metazoen besteht aus den Untereinheiten CBP20 und CBP80, die Benennung erfolgte anhand der Molekülmasse von 20 kDa bzw. 80 kDa. Bei Hefen werden die Untereinheiten als CBC1 und CBC2 bezeichnet.
Zu den genannten Funktionen kommt, dass mRNA durch die Bindung an CBC auch während der ersten Runde der Translation vor dem Abbau durch Poly-A-spezifische Ribonuklease geschützt wird.